# Битка код Алденхофена (1794)
Битка код Алденхофена или Битка код Рура одиграла се 2. октобра 1794. године између француских и аустријских снага. Битка је део француских револуционарних ратова и завршена је победом Француза.
Алденхофен је место, источно од Ахена код кога су се у француским револуционарним ратовима одиграле две битке. У Другој бици код Ајденхофена, француским снагама (88 000) командовао је генерал Журдан, а аустријским генерал Клерфеа. Аустријска војска је доживела тежак пораз и одбачена је на десну обалу Рајне, на Келн и Бон.